# 徳島労働局
徳島労働局（とくしまろうどうきょく）は、徳島県徳島市にある日本の都道府県労働局で、徳島県を管轄している。

## 所在地
- 本局 徳島県徳島市徳島町城内6-6 徳島地方合同庁舎1階・4階

## 組織
局長
- 総務部
  - 総務課、企画室、労働保険徴収室
- 労働基準部
  - 監督課、健康安全課、賃金室、労災補償課
- 職業安定部
  - 職業安定課、需給調整事業室、職業対策課、求職者支援室
- 雇用均等室

## 出先機関
- 労働基準監督署（4署）
  - 徳島労働基準監督署（徳島市）
  - 鳴門労働基準監督署（鳴門市）
  - 三好労働基準監督署（三好市）
  - 阿南労働基準監督署（阿南市）

- 公共職業安定所（ハローワーク、7所1出張所）
  - 徳島公共職業安定所（徳島市）
    - 小松島出張所（小松島市）

  - 三好公共職業安定所（三好市）
  - 美馬公共職業安定所（美馬市）
  - 阿南公共職業安定所（阿南市）
  - 吉野川公共職業安定所（吉野川市）
  - 鳴門公共職業安定所（鳴門市）
  - 牟岐公共職業安定所（海部郡牟岐町）

## 管轄
- 徳島県全域